# La Niña de los Peines
Pour les articles homonymes, voir La Niña.
Pavón  Cruz est un nom espagnol. Le premier nom de famille, en général paternel, est Pavón ; le second, en général maternel, souvent omis, est Cruz.
Pastora Pavón Cruz dite La Niña de los Peines (« la fille des peignes »), née à Séville le 10 février 1890 et morte aussi à Séville le 26 novembre 1969, était une chanteuse Gitane espagnole de flamenco, généralement considérée comme l'une des plus grandes du XXe siècle.

## Biographie

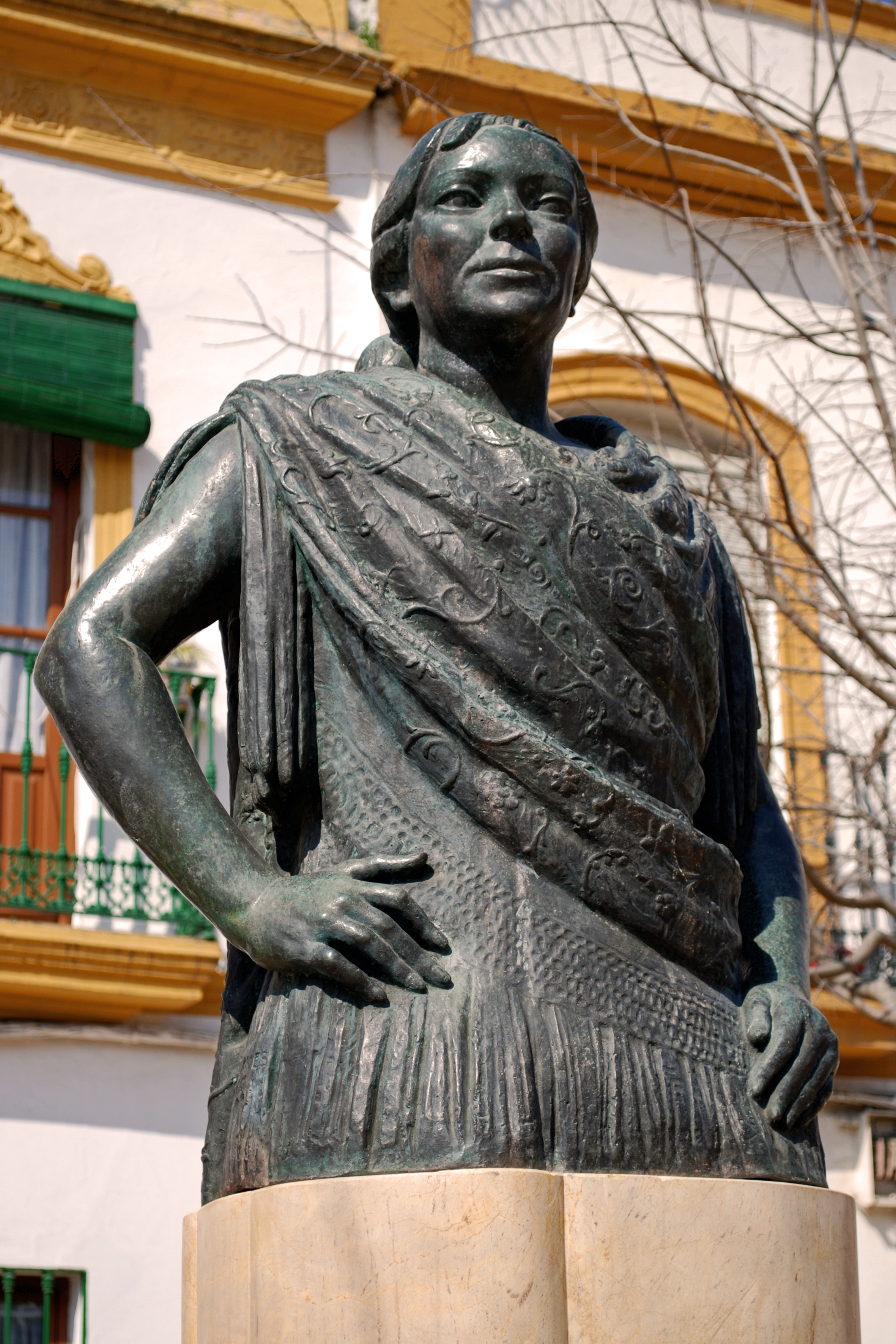
La staue de La Niña de los Peines à Séville.

Elle est née en 1890 dans une famille gitane dans le célèbre quartier de Alameda de Hércules (La Promenade d'Hercule), à Séville. Elle a commencé à chanter en public vers l'âge de 8 ans dans les tavernes de Séville, et pendant la Foire de printemps de Séville, la Feria de Abril. Elle n'a jamais appris à lire ni écrire, elle a uniquement appris à signer, à l’âge adulte.

### Débuts
Sa famille étant dans le besoin, elle a commencé à chanter comme professionnelle régulièrement dans la Taberna de Ceferino, à Séville. Plus tard, en 1901, elle a commencé à chanter dans les cafés cantantes (es) (cafés concerts) de Madrid : le Café de la Marina ou le Café del Brillante où elle connut le peintre Ignacio Zuloaga qui la convainquit de se produire aussi à Bilbao au Café de las Columnas. Mais dans cette ville, elle n'a pas toujours été autorisée à chanter en public en raison de son jeune âge, elle a donc posé comme modèle pour les peintres, dont Ignacio Zuloaga qui était déjà son ami. C'est dans ces cafés cantantes qu'elle reçut le surnom de La Niña de los Peines (la fille des peignes, surnom qu’elle n’a jamais aimé, raison pour laquelle on l’appelle aussi souvent par son patronyme Pastora Pavón), et cela parce qu’elle chantait souvent cette strophe d’un tango (flamenco), à ne pas confondre avec le tango argentin), qui comprenait ces paroles :
Péinate tú con mis peines, que mis peines son de azúcar, quien con mis peines se peina, hasta los dedos se chupa.
Péinate tú con mis peines, mis peines son de canela, la gachí que se peina con mis peines, canela lleva de veras.<
(« Toi, peigne-toi avec mes peignes, mes peignes sont de sucre, qui se peigne avec mes peignes, se sucera même les doigts. »
« Toi, peigne-toi avec mes peignes, mes peignes sont de cannelle, la fille (ou plutôt « la gonzesse ») qui se peigne avec mes peignes, elle deviendra cannelle pour de bon. »
Le mot cannelle est ici à double sens, couleur cannelle, mais aussi au figuré : « mes peignes sont délicieux » avec une connotation érotique ou amoureuse, connotation renforcée par le transfert métonymique de l'attribut : les peignes sont de cannelle et celle qui les utilise devient elle-même tout entière cannelle, donc « délicieuse à croquer ». Le peigne est un élément important du costume de danseuse de flamenco.
De retour en Andalousie, elle a participé à des performances de plusieurs chanteurs des cafés cantantes à Jerez, Séville, Malaga et d'autres villes. En 1910, elle fait ses premiers enregistrements, et en 1920 c'est le Teatro Romea qui l'engage: elle avait droit au salaire le plus élevé pour une artiste selon les normes de l'époque dans ce genre d'établissement! Après cela, elle a commencé une longue série de tournées dans toute l'Espagne, partageant la scène avec les artistes de flamenco les plus fameux de l'époque: parmi lesquels les cantaores Manolo Caracol, Pepe Marchena, Manuel Torre et Antonio Chacón, la bailaora Juana la Macarrona, ou les guitaristes Ramón Montoya et Melchor de Marchena entre autres.

### Consécration
En 1922, à Grenade, elle a participé au concours de Cante Jondo (voir : Concurso de Cante Jondo de Granada (es)). Il s'agissait du festival de musique présidé par Antonio Chacón et en grande partie organisé par Manuel de Falla et Federico García Lorca, dans le but de redynamiser l'art du flamenco, et de retrouver sa « pureté » originelle, ses racines populaires. Elle y fut remarquée et fut alors vraiment reconnue comme une artiste professionnelle. Dans ce même concours, qui marque une étape historique du flamenco, un jeune garçon de 13 ans, nommé Manuel Ortega Juárez, obtint une mention spéciale pour le chant: il prendra plus tard le surnom de... Manolo Caracol (l'un des plus célèbres cantaores du siècle) ! Par la suite, Pastora Pavón est devenue l'amie du compositeur Manuel de Falla, du peintre Julio Romero de Torres (qui d'ailleurs a fait d'elle le portrait qui illustre cet article), et bien sûr de Federico García Lorca qui lui vouait une grande admiration et qu'elle avait rencontré chez La Argentinita. Dans ses écrits, il l'évoque souvent poétiquement; par exemple ainsi: « Jugaba con su voz de sombra, con su voz de estaño fundido, con su voz cubierta de musgo » (elle jouait de sa voix d'ombre, de sa voix d'étain en fusion, de sa voix recouverte de mousse).
En 1931, elle a épousé le chanteur Pepe Pinto (es),. Après une parenthèse durant la guerre civile espagnole, elle est revenue à la scène, dans le cadre de plusieurs spectacles de flamenco parmi lesquels Las calles de Cádiz (les rues de Cadix) de Concha Piquer. Après cela, elle s'est retirée quelques années, puis revient à nouveau avec un spectacle intitulé España y Cantaora (l'Espagne et sa chanteuse de flamenco), dont la première, donnée à Séville, rencontre un grand succès populaire; avec son mari, elle part en tournée au Québec pour quelques mois et a été acclamée par la critique. Et puis elle se retira définitivement.
En 1961, elle a reçu un hommage à Córdoba, auquel plusieurs artistes de renom ont pris part, comme Antonio Mairena, Juan Talega (es), Manuel Morao, ou Fernando el de Triana (es). En 1968, un monument a été érigé en son honneur dans son quartier de Alameda de Hércules à Séville. Au cours des trois dernières années de sa vie, elle n'est plus apparue publiquement car elle était atteinte d'artériosclérose puis de démence sénile. Elle est morte en 1969, un mois et demi après son mari.
En 1996, lors de la IXe Biennale de Flamenco de Séville, le gouvernement autonome andalou a déclaré la voix de La Niña de los Peines comme bien d'intérêt culturel.
Elle est souvent considérée comme une des meilleures chanteuses de flamenco de tous les temps.

## Œuvre

### Enregistrements
Entre 1910 et 1950, elle avait gravé 258 cantes sur disques 78-tours qui ont été réédités en 2004 sous la forme de 13 CD. La restauration des enregistrements originaux a été confiée au Centro Andaluz de Flamenco (es), organisme public géré par le gouvernement autonome d'Andalousie. Ceux-ci, sous le titre générique Registros sonoros et sous le label Fonotrón qui les a réalisés, sont toujours disponibles en 2017. Ces enregistrements sont considérés comme un authentique trésor musical, accompagné à la guitare par Ramón Montoya, Niño Ricardo, Manolo de Badajoz, Antonio Moreno, Luis Molina, Currito de la Jeroma, et Melchor de Marchena.

### Discographie
- En 78 tours 
  - Columbia DF 3348 malaguenas - peteneras
  - Columbia DF 3349 sevillanas - tango flamenco
  - Columbia RS 585 saeta - sevillanas
  - Gramophone espagne voz de su amo AA 451 peteneras - soleares de La Serneta
- En 33 tours microsillon
  - Pathé Marconi. Anthologie musique espagnole XPM 56 à XPM 67 fandangos- saeta - peteneras